# Семаківська сільська рада (Городенківський район)
| Семаківська сільська рада — орган місцевого самоврядування у Городенківському районі Івано-Франківської області з адміністративним центром у с. Семаківці. 14 січня 1959 р. Городенківський райвиконком ухвалив рішення про приєднання Михальчівської сільради до Семаківської під приводом попереднього приєднання у грудні 1958 р. михальчівського колгоспу «Перемога» до семаківського колгоспу ім. Жовтневої Революції. Водоймища на території, підпорядкованій даній раді: річка Потічок. Сільській раді підпорядковані населені пункти: - с. Семаківці — населення 1 207 ос.; площа 15,981 км²; засн. в 1496 році. |

## Склад ради
Рада складається з 16 депутатів та голови.

### Керівний склад ради
| ПІБ                      | Основні відомості                                                                                      | Дата обрання | Дата звільнення |
| ------------------------ | --- | ------------ | --------------- |
| Цебрій Тарас Миколайович | Сільський голова, 1951 року народження, освіта, безпартійний                                           | 26.03.2006   | 31.10.2010      |
| Цебрій Тарас Миколайович | Сільський голова, 1951 року народження, освіта середня загальна, член політичної партії 'Наша Україна' | 31.10.2010   |                 |

Примітка: таблиця складена за даними джерела